# Bács Lajos
Bács Lajos (Petrilla, 1930. január 19. – Bukarest, 2015. június 30.) romániai magyar zeneszerző, pedagógus és karmester.

## Életpályája
A kolozsvári zeneakadémián karmesternek készült, de hegedűt is tanult. Ösztöndíjasként 1956-ban a moszkvai Csajkovszkij Egyetemen képezte tovább magát. 1957 és 1991 között a román rádió kamarazenekarának állandó karmestere volt, de tanított is a bukaresti zeneakadémián. 1966-ban megalapította Musica rediviva régizene-együttest. Aktív támogatója volt a bukaresti Balassi Intézet által 2005 óta évente megrendezett Magyar Zene Fesztiválnak.

## Munkássága
Kórusműveket, vokálszimfonikus műveket, szimfonikus és kamaraműveket írt. Karmesterként Bach fúgáinak előadását vezényelte. 2006 és 2008 között alkotta meg a munkássága szintézisének tartott Missa A. Martoni című szólóénekesekre, kórusra és zenekarra írt miséjét, amellyel Márton Áron katolikus püspöknek állított emléket.
2012-ben mutatták be a bukaresti Balassi Intézetben Reményik Sándor versére írt Mi mindig búcsúzunk című zeneművét.

## Kitüntetései
- Elismerő oklevél, 1966
- Szakmai kitüntetés, 1983
- Kitüntetett zeneszerző, 1991
- Előadói díj, 1992, 1994
- Rónai Antal-díj, 1996[3]

## Diszkográfia (válogatás)
- Gustav Mahler: Das Lied von der Erde Kindertotenlieder (ST-ECE 04038/14039)
- Johann Sebastian Bach:  Arta fugii (STM-ECE 01308-01309)
- Ioan Căianu (Kájoni János): Danserie din Codex Caioni; V. G. Bakfark: Fantezie; G. Reilich: Cinci lieduri; J. Sartorius Jr. Dictum în DO major; Daniel Speer: Türkischer Eulenspiegel – fragmente (STM-ECE 01190)
- Carmen Petra-Basacopol: Concert pentru harpă și orchestră (ECE 01862)
- Anatol Vieru: Simfoniile nr. 2 și 3 (ST-ECE 03973)
- Ernest Chausson: Concert, Poeme, Paysage, Dedicace
- Liana Alexandra: Crăiasa zăpezii, operă-feerie (ST-ECE 03259)
- Paul Constantinescu: Variațiuni libere pentru violoncel și orchestră (STM-ECE 01188)
- Filip Lazăr:  Concert de cameră pentru baterie și 12 instrumente (ECE 0493);